# Hildegarda (żona Karola Wielkiego)
Hildegarda (ur. ok. 758, zm. 30 kwietnia 783 w Thionville) – królowa Franków, córka hrabiego Vizgau Gerolda i Emmy (Immy) z Alemanii, wnuczka księcia alemańskiego Gottfrieda, czczona jako błogosławiona w Kościele katolickim. 

## Życiorys
Około 771, gdy była jeszcze dzieckiem, została trzecią żoną króla Franków Karola Wielkiego, który porzucił dla niej poprzednią żonę Gerpergę (Dezyderatę). Księżniczka urodziła dziewięcioro dzieci:
- Karol Młodszy (ur. 772/773, zm. 4 grudnia 811[4]), koronowany na króla Franków,
- Adelajda (ur. 773/774, zm. w lipcu lub sierpniu 774),
- Rotruda (ur. 775, zm. 6 czerwca 810),
- Karloman, później Pepin (ur. 777, zm. 8 lipca 810), król Italii,
- Lotar (ur. latem 778[5], zm. 779/780), brat bliźniak Ludwika Pobożnego,
- Ludwik Pobożny (ur. latem 778[5], zm. 20 czerwca 840), następca Karola Wielkiego na tronie cesarskim,
- Berta (ur. 779/780, zm. po 14 stycznia 823),
- Gizela (ur. 781 (przed majem), zm. 808),
- Hildegarda (ur. 782 (po 8 czerwca), zm. 8 czerwca 783)[6].

Wyczerpana licznymi porodami Hildegarda zmarła podczas wojen męża z Sasami.

## Dzień obchodów
Cesarzowa Hildegarda wspominana jest w dies natalis (30 kwietnia).